# Daniel Barker
Daniel Barker, född 12 januari 1976 i Bengtsfors, är matematik- och fysiklärare, och författare och utvecklare på bokförlaget Natur & Kultur. Han har varit en av föregångarna i att sprida pedagogiken kring Omvänt klassrum eller "Flipped Classroom" som är en term som ofta används även i Sverige. Han blev känd först genom sina videogenomgångar på YouTube som han använder i sin undervisning. Han har skrivit böcker och utvecklat läromedel om det omvända klassrummet på Natur & Kultur, 
 där han senare blev anställd som utvecklare av digitala läromedel.
Han är en ofta anlitad föreläsare. På Bokmässan 2017, SETT-dagarna 2018 och Matematikbiennalen i Karlstad 2018 visade han hur man kan arbeta med de nya kraven på programmering och problemlösning. Han har föreläst för bland annat Lärarförbundet och Pedagog Västerbotten för att berätta om hur man arbetar med omvänt klassrum.
Han mottog Kungliga Vetenskapsakademiens pris år 2014 för sitt arbete med omvänt klassrum.
Barker skrev Flipped Classroom: det omvända arbetssättet år 2013 och var med och utvecklade läromedlet NOKflex år 2017 på Natur & Kultur.